# Trójka hultajska
Trójka hultajska – polski film komediowy z 1937 roku, zrealizowany na podstawie sztuki Jana Nestroya pt. Gałganach czyli trójka hultajska.

## Treść
Trzej prowincjonalni czeladnicy: szewski - Szydełko, krawiecki - Igiełka i stolarski - Wiórek przyjeżdżają do Warszawy, gdzie trafiają do gospody „Pod Fartuszkiem”. Wkrótce nieoczekiwanie wygrywają na loterii milion złotych. Dzielą go równo i każdy rusza w swoją stronę, ale umawiają się za rok „Pod Fartuszkiem”. Po roku wszyscy spotykają się ponownie. Dwaj pierwsi przepuścili wszystkie pieniądze, a trzeci się ustatkował i ożenił z Lucią, córką majstra stolarskiego.

## Obsada
- Stanisław Woliński (czeladnik szewski Szydełko),
- Stanisław Sielański (czeladnik krawiecki Igiełka),
- Józef Kondrat (czeladnik stolarski Wiórek),
- Antoni Szczerba-Ferski (majster kominiarski Wycior),
- Józef Orwid (majster stolarski Stolarski),
- Zofia Ordyńska (Maria, żona Stolarskiego),
- Tamara Wiszniewska (Lucia, córka Stolarskiego),
- Ludwik Sempoliński (poeta Rymek),
- Wincenty Łoskot (majster krawiecki),
- Władysław Grabowski (Farfacki),
- Ina Benita (Inez),
- Leon Łuszczewski (książę),
- Tadeusz Fijewski (najstarszy syn Wyciora),
- Aniela Miszczykówna (służąca),
- Janusz Srebrzycki (sekretarz),
- Irena Skwierczyńska (właścicielka karuzeli),
- Czesław Skonieczny (karczmarz)